# Człowiek pekiński
Człowiek pekiński, dawniej też: sinantrop (łac. Homo erectus pekinensis, chiń. 北京人; pinyin Běijīng rén) – człowiek z gatunku Homo erectus, wcześniej klasyfikowany jako Sinanthropus pekinensis. Jego szczątki po raz pierwszy odkryto w trakcie wykopalisk prowadzonych w latach 1923–1927 w zespole jaskiń Zhoukoudian niedaleko Pekinu w Chinach.

## Datowanie
Wiek znalezionych szczątków z Zhoukoudian datowano pierwotnie na 230–460 tys. lat. Nowsze badania wykazały jednak, że szczątki są o wiele starsze i liczą sobie około 550 tysięcy lat.
Dla porównania taki sam wiek mają znaleziska z Yiyuan oraz Yunxian. Szczątki odkryte w Chenjiawo w Lantian datowane są na około 1,1–0,9 mln lat, natomiast chronologia znalezisk z Gongwengling i Yuanmou jest nadal sporna.

## Historia wykopalisk
W 1900 roku dr Karl Albert Haberer zebrał od chińskich aptekarzy skamieniałość (starożytny język chiński określa je jako kości smoka) ssaków i wysłał je do Uniwersytetu w Monachium, gdzie zostały zbadane i skatalogowane przez Maxa Schlossera. Pośród otrzymanych kości znajdował się trzeci ząb trzonowy z lewej strony górnej szczęki. Początkowo uznany za ząb człowieka bądź małpy antropoidalnej. Schlosser stwierdził na tej podstawie, że Chiny staną się kolejnym miejscem do poszukiwań prymitywnego człowieka.
Wśród badaczy, popierających tę tezę znalazł się Johan Gunnar Andersson (szwedzki geolog pracujący dla Geological Survey of China). W 1918 roku Andersson przybył do miejsca o nazwie Chikushan – Wzgórze Kurzych Kości, w pobliżu wioski Zhoukoudian. Na ścianie starego kamieniołomu wapienia, dostrzegł szczelinę wypełnioną czerwoną gliną i zawierającą skamieniałości. Wskazywało to na obecność zasypanej jaskini. Andersson powrócił do Chikushan w 1921 roku wraz z Otto Zdansky (austriacki paleontolog) i Walterem M. Grangerem (pracownik Amerykańskiego Muzeum Historii Naturalnej). Ich pierwsze prace były mało imponujące. Odkryli jedynie współczesne skamieniałości. Wszystko zmieniło się wówczas, gdy tutejsi wieśniacy donieśli o miejscu, gdzie można znaleźć skamieniałości. Na tym miejscu Andersson odkrył fragmenty kwarcu. Jego zdaniem były to prymitywne narzędzia. Stwierdził on to na podstawie, iż kwarc nie występował tu naturalnie. Wysunął on tezę, że kwarc został tu przyniesiony przez hominidy. W 1921 i 1923 roku Zdansky prowadząc prace wykopaliskowe odkrył ślady wczesnego przodka człowieka. Były to dwa zęby: dolny przedtrzonowiec i górny trzonowiec. Wstępnie datowane na okres wczesnego plejstocenu.

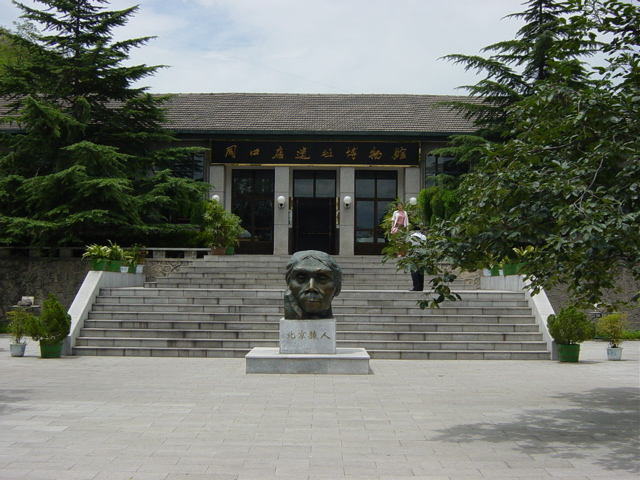
Muzeum Człowieka Pekińskiego w Zhoukoudian

Trzy lata później po odkryciu Zdansky’ego, odbywa się spotkanie naukowe w Pekinie, na którym to Andersson przedstawiał raport na temat zębów znalezionych w Zhoukoudian. Wówczas wypłynęła propozycja, aby wykopaliska były wspólnie prowadzone przez Geological Survey of China i wydział pekińskiego Union Medical School, na którym to pracował Kanadyjczyk Davidson Black. Dr Amadeus Garbau z Geological Survey of China, nazywa poszukiwanego hominida człowiekiem pekińskim. Wiosną 1927 roku badania w Zhoukoudian były ponownie prowadzone, akurat podczas trwania chińskiej wojny domowej. W ciągu kilku miesięcy wykopalisk odkryto tylko jeden ząb hominida. W oparciu o to znalezisko i dwa poprzednie zęby, Black zdecydował się ogłosić o odkryciu nowego rodzaju hominida nazwanego Sinanthropus (obecnie zaliczany jest do gatunku Homo erectus), co oznacza „człowiek z Chin”. W 1928 roku Amerykańskie Stowarzyszenie Anatomów skrytykowało Blacka za utworzenie nowego gatunku na podstawie kilku znalezisk. Prace w Zhoukoudian były prowadzone nadal, jednak bez żadnych znalezisk człowieka pekińskiego. W końcu 1 grudnia 1929 roku pod koniec sezonu wykopaliskowego Pei Wenzhong dokonał odkrycia prawie kompletnej czaszki pitekantropa (wcześniej nazywanego sinantropem).
W 1938 roku prace wykopaliskowe zostały przerwane z powodu prowadzenia w tym rejonie wojny partyzanckiej. W czasie II wojny światowej zbiór odlewów skamieniałości pitekantropa został w kwietniu 1941 roku przewieziony do USA. W lecie tego samego roku w ramach ewakuacji Amerykanów z Chin, oryginalne skamieniałości zostały skradzione podczas transportu i zaginęły.
Po II wojnie światowej chiński rząd komunistyczny kontynuował prace wykopaliskowe w Zhoukoudian, dodają kilka nowych skamieniałości do przedwojennych odkryć. W lipcu 2005, w 60. rocznicę zakończenia II wojny, rząd chiński powołał komisję, której celem jest odnalezienie zaginionych skamieniałości z Zhoukoudian.